# 天本英世
天本 英世（あまもと ひでよ、1926年〈大正15年〉1月2日 - 2003年〈平成15年〉3月23日）は、日本の俳優。「あまもと えいせい」の通称もある。福岡県若松市（現：北九州市若松区）出身。本籍は佐賀県鳥栖市。身長180cm、体重65kg。

## 来歴
福岡県若松市で住友石炭鉱業で働く父を持ち、裕福な家庭に生まれた。1943年（昭和18年）に旧制若松中学校を卒業し、翌1944年に旧制第七高等学校に進学した。1945年に19歳で学徒出陣で兵役に召集され、5月に久留米の野砲隊（大砲係）に入隊、その後通信兵として宮崎県に送られた。しかし、営内では上官に対抗し、その度に鉄拳制裁を受けた。この経験が自身の反骨志向を育む。
1948年に東京大学法学部政治学科に入学する。大学では国際政治学を専攻し、当初は外交官を目指していたが、当時の政府の政治姿勢に失望し、文学や演劇に没頭するようになった。また、11歳年上の女性との失恋のショックも相まってその後、東京大学を中退して劇団俳優座に所属する。その後は俳優座スタジオ劇団同人会、劇団四季などに所属。1954年に28歳でオペラ『オテロ』において初舞台を踏む。同年に松竹と契約し、『女の園』と『二十四の瞳』で映画に初出演する。当時は180センチメートルで細身の美男子だったため、しばらくは二枚目俳優として売り出された。『女の園』は、木下恵介監督から哲学者みたいな顔つきを気に入られたことで、哲学の講師役での出演が決まった。『二十四の瞳』では高峰秀子の夫役に抜擢されたが、セリフ覚えが上手くいかず本人の中では大失敗に終わったという。また当初、天本の役は明石潮が演じる予定だった。
1958年に東宝と専属契約を結ぶ。以後、アクション映画や特撮映画などで個性的な脇役として活躍し、また人間離れした悪役や殺し屋などを数多く演じた。特に岡本喜八が監督を手掛けた作品にはその大半に出演し、中でも1967年の映画『殺人狂時代』の精神科医・溝呂木博士役が好評を得た。実年齢より上の老け役も多く、監督の本多猪四郎は天本は若いころから雰囲気が変わらない旨を述懐している。東宝の俳優であった中島春雄は、天本は監督の要求の上を行く演技をしていたと評している。
私生活では20代からファルーカ（スペイン音楽の一種）とフラメンコを端緒としてスペイン語を独学で身につけ、スペインに深く傾倒していく（趣味のスペインについて詳しくは後述）。
1970年代からはテレビドラマに活躍の比重を移し、主に不気味な存在感を放つ悪役として活躍する。1972年に毎日放送『仮面ライダー』で死神博士を演じ、悪役ながら人気を博した。
1991年（平成3年）からフジテレビ『たけし・逸見の平成教育委員会』に「東大出身」の解答者としてレギュラー出演し、一般的な知名度を一気に高めた。
2003年3月23日に急性肺炎により故郷の福岡県北九州市若松区にて逝去、77歳没。カトリック教会の信徒であったため、地元にあるカトリック教会で葬儀が行われた。その後行われた天本の追悼公演には、佐々木剛、辰巳琢郎、黒部進らが参加した。2005年10月25日に遺灰がスペイン・アンダルシア州のグアダルキビール川源流に散骨された。

## 人物・エピソード
20代の頃にカント、パスカル、ニーチェなどの哲学書を読み漁り、“自分は何のために生きているのか”を考えるようになった。また、“明日のことは考えず、今日を必死に生きる”という哲学は、大好きなスペインから学んだ。
自由主義者・無政府主義者で、現代の日本に生きる人々に対して急進主義的視点から苦言を呈していた。「国家というものが大嫌い」と述べ、スペインへの移住を熱望し、2000年に発表した著書『日本人への遺書（メメント）』（徳間書店）においても「こんな呆け国家で死にたくない」と記していた。
天皇制と昭和天皇の戦争責任を不問にしようとする勢力（菊タブーを守ろうとする風潮、自民党政権、文部省）を批判して「テレビの収録で言及すると、その部分は全てカットされる。こういう事をしている限り日本人はいつまでたっても自立できない」と述べている。また学徒出陣の経験は言葉に言い表せないほどのショックを受け、戦後になっても、戦争を賛美するような内容の映画には、依頼を受けても絶対に出演しないという姿勢を貫いた。長身に対するねたみのために将校にいじめられ、軍が嫌いになり、その延長として左翼的になったという。
渋谷区の一戸建てで約30年間一人暮らしをしていたが、家にこだわりがなく修繕をしなかったため、徐々に雨漏りがひどくなり住めなくなった。このため60代後半から世田谷公園で寝泊まりし、昼間は近くのジョナサン三軒茶屋店で過ごすようになった。このため、天本に仕事を依頼する時は仕事関係者が同店に電話をかけて取り次いでもらっていた。
天本とは年齢の離れた親友であったという二瓶正也は、東宝の美術や衣装の人間らが天本の自宅や衣服の修繕を行っていたと証言している。
普段着にスカルキャップ・ブーツ・マントを愛用し、その姿のままで出演したドラマも多い。岡本喜八とは風貌が似ており、ロケ先で子供たちから「死神博士が2人いる!」とよく言われ、岡本は機嫌が悪かったという。
趣味は野球観戦。
9代目松本幸四郎（初演当時は6代目市川染五郎、現在の2代目松本白鸚）が主演を務める舞台『ラ・マンチャの男』は、当初は天本が主演を務める予定であったが、東宝の判断で人気のある6代目市川染五郎に変更された。
日本テレビ『星雲仮面マシンマン』出演時に読売新聞のインタビューに答えたコメントの中で、ロケに同行する過保護な子役の母親たちを批判し、「もっと子供は普段から自由に遊ばせるべきだ」と主張していて、子供好きな面をのぞかせている。また「女はめんどくさい」、「今は毎朝、“死”について考えています」などと語っていた。『星雲仮面マシンマン』については雑誌『季刊 宇宙船』のインタビューで「子供番組なのにスタッフが子供を大事にしない」と、当時の撮影現場を批判している。
先述の大学時代に失恋した11歳年上の女性のことを思い続け、生涯独身を貫き、気ままな放浪生活と散歩を楽しんだ。映画監督の金子修介によると、天本は結婚に関して「自分は特別変な人間ではないと思うけど、たまたま結婚する機会や縁がなかった」とも語っていた。

### スペイン愛好
天本のスペイン趣味は1967年に出演した映画『殺人狂時代』にも表れている。天本が演じる溝呂木博士と仲代達矢が演じる桔梗信治との決闘シーンは、互いの左手首を縛って右手のナイフだけで戦うという「スペイン式決闘」で行われ、BGMには天本がレコードを持ち込んだファルーカが用いられた。作中では旧制高校仕込みと自称するドイツ語の会話もこなした。
1968年に公開された映画『クレージーメキシコ大作戦』（東宝 / 渡辺プロ）では山賊の頭領役で出演して、現地人はだしの流暢なスペイン語の台詞を披露している。
1979年3月から7ヶ月間にわたりスペインを旅行し、その旅行記を1980年に『スペイン巡礼：スペイン全土を廻る』（話の特集）という著書として発表する。1982年には『スペイン巡礼』の追想記および後日譚となる『スペイン回想：『スペイン巡礼』を補遺する』（話の特集）という著書を発表した。
俳優としての活動と並行して、フラメンコ・ギターの伴奏や舞踊家によるフラメンコ舞踊を付けた編成で原詩と日本語訳との両方でフェデリコ・ガルシーア・ロルカの詩を朗誦する活動を行っていた。その他にも、旅行社と協力してスペイン方面へのツアーを計画してそれを引率することもあった。
スペインには生涯で20回ほど訪れ、各地を放浪しては流暢なスペイン語で現地の人々と会話して親しくなった。また、スペイン民俗音楽に関しては日本で屈指のレコード・コレクションを持つ存在として知られていた。本人が生前にスペインにて収集したレコードや帽子・杖・皿を含めた工芸品など約5千点余のコレクションは、現在は本人の没後に郷里である北九州市若松区にて設立された「天本英世記念館をつくる会」の有志たちによって保存・管理されている。
1984年には日本テレビ『星雲仮面マシンマン』で敵役「プロフェッサーK」を演じる。この役も天本のスペイン趣味が前面に出た役柄で、衣装は天本の自前によるものだった。また「Kがスペインで撮った」という設定で劇中に登場する写真も、天本が実際にスペイン旅行中に撮ったものだった。そのスペインに対する熱情のあまり、予定していたスペイン旅行の日程が撮影と重なったことを理由に、番組を途中で一時降板したほどである。
2001年に公開された映画『ゴジラ・モスラ・キングギドラ 大怪獣総攻撃』でも、天本が演じる伊佐山教授の衣装の多くで本人がスペインにて購入した自前のものが使用されている。
2002年には『Spanish Red / The world of HIDEYO AMAMOTO 天本英世の世界』（カエルカフェ）という、自身にとって最初で最後となるアルバムを発表する。本人がスペイン人と日本人について思うところを歯に衣着せずに一気に語り、その途中で「ロルカ13のスペイン古謡」全13曲の中から、『セビージャの古いナナ（子守唄）』など6曲の無伴奏による歌唱と各曲解説を披露するという内容だった。
自身の著書『日本人への遺言（メメント）』では「私は、スペインで死にたい。20回も訪ねて歩きまわった大好きなスペインで死にたい」と記していたが、それは叶わなかった。先述の通り、本人の生前の意志に基づいて、2005年10月25日に遺族および日本とスペインの友人たちの手によって、スペインのグワダルキビール川源流に遺灰が散骨されている。
中島春雄によれば、天本はスペイン好き故にゴチャゴチャした雑踏を好んでおり、新宿を散歩することも日課としていたという。

### 死神博士に関するエピソード
『仮面ライダー』で天本が演じた死神博士は仮面ライダーシリーズに登場する悪役の中でも屈指の人気を誇る。天本は、設定から神秘性・怪奇性を強調した大人向けの芝居を行っていたが、怖すぎるとして、演技を子供向けに抑えるよう注文されたという。この役で用いた小道具の指揮棒は、本人がエジプトに旅行した際に購入したもので、「こういう役が多いもので」買い求めておいたものだそうである。
晩年の発言の一部から、死神博士の役を嫌っていたかのように誤解されることがあるが、天本が嫌っていたのは、死神博士のことばかりことさらに強調する一部のファンやマスコミであり、死神博士の役そのものを否定したことはない。子供のファンから請われれば喜んで「死神博士」と似顔絵入りでサインしていたことや、仮面ライダー関連の公式なキャストインタビューには真摯に応じて、衣装や演技のことなどを語っていたのがその証だが、成人後も子供向け特撮番組だけに熱中するオタクには「世の中にはもっと大切なものがある」と厳しい態度を取っていた。
NHK『まんがで読む古典・雨月物語』に上田秋成役で出演した際、「わしも昔死神博士として、ショッカーという妖怪軍団を率いておった」という台詞を述べたこともあり、晩年には新宿駅の地下街で本人とすれ違ったファンが思わず「あ、死神博士だ」と呟いたところ、天本は「左様」と答えて去っていったというエピソードもある。
2005年に公開された『仮面ライダー THE FIRST』では、『仮面ライダー』で使用された死神博士の映像に丸山詠二が新たに声を当て、デジタル出演という形で登場している。

### 『平成教育委員会』に関するエピソード
フジテレビ『たけし・逸見の平成教育委員会』の生徒役（解答者）としてレギュラーで出演し、放映開始から1993年3月の「卒業」までほぼ皆勤であった。国語に関してはずば抜けた好成績を修めていた反面、理数系の問題ではほとんど正解できず、算数の問題になると時に問題文を読むことを放棄し、解答する気がないような態度を示すほどに苦手としていた。国語が得意ということで文学部出身と間違われることも多く、法学部出身の経歴を意外がられることもあった。先生役の北野武が遂に「天本君は算数の問題があと1問でも正解したら、海外留学を差し上げます!」と断言。リーチがかかっていた「たけし落とし」を完成させ、世界一周留学の旅を獲得した。
国語の授業において、「二文字熟語をつくる」というもので「芸文」と解答したが、はじめ正解とされなかった。そこで「『芸文』ってあるんですよ!」と反論し、逸見政孝に辞書を引かせた結果、掲載があったため正解となったことがある。また、出題者側が「あられもない」という解答を想定していた問題で「しどけない」と解答し、一旦不正解となるが、やはり辞書での確認を求め、同義語であることが確認されて正解となったこともある。ほかにも、読み方を答える設問で「模る=かたどる」「具に=つぶさに」と正解を出した唯一の回答者でもあり、スタジオを沸かせた。さらに「浪漫」という語の意味を問う問題では「ロマン主義」が正解に想定されていたが「浪漫調」と解答。正解にはならなかったが「『浪漫調』という言葉があるんです」と強弁していた。
番組のオープニングで、勉強小僧が「今日の生徒〜」と出席生徒をテロップ入りで紹介する際、渡嘉敷勝男が「わたしゃもう少し背がほしい」とテロップで紹介された後に、天本が「半分やるから家をくれ」と紹介されたこともあった。他にはうじきつよしが「軽音楽部の部長」と紹介された後、天本が「謎の帰宅部」と紹介されたこともあった。
『平成教育テレビ』でも番組の大部分に出演したが、「先生というのは、『自分は馬鹿です』と言っているようなもの」とつい本音を言ってしまい、北野や逸見、ほかの共演者を慌てさせている。また、一度「卒業」で番組を降板するも、後に卒業生枠ができて1期生も再び番組出演するようになると、天本も番組に登場して笑顔で点呼に応えていた。
しかし、1993年12月に逸見が死没したのをきっかけに心境が一変した。逸見の緊急追悼番組にゲスト出演し、「自分の方が生き残ってしまった」、「人間は年老いた者から順番に死んでいくものなのに、逸見さんはあまりにも早過ぎた」ことや「日本人はいかんですね。国から会社から社会から、全てが狂ってますね。忙しいことがいいことなんて、とんでもない間違いです。芸能人でも毎日多忙なのが良い俳優・タレントだなんて、あまりにも馬鹿げてますよ。自分自身のことをもっと考えなきゃね。会社のためとか国のためとかそんなもの絶対ダメですよ。『平成教育委員会』なんか春に越真一プロデューサーが32歳で自殺したんですからね。（逸見を入れると）これで2人目ですよ。僕は今後あんなもの（『平成教育委員会』の番組）にケラケラ笑って出たくないです。『仕事が趣味』と言うのは可笑しいです。やっぱり体調が悪ければ、断らなきゃダメなんですよ」等と終始憤慨しながら発言。天本は言葉通り、以降『平成教育委員会』には一切出演しないまま、上記の2003年3月23日にこの世を去った。

## 天本英世をモデルとしたキャラクター
『仮面ライダー』の死神博士役を演じたことから、特撮ファンである漫画家や小説家の作品の中に、親愛と敬意を込めて自作品に天本をモデルとしたと思われるキャラクターが登場している例がある。
- ゆうきまさみ『究極超人あ〜る』の毒島

天本本人も自身がモデルとなったこのキャラクターを知っており、後に『たけし・逸見の平成教育委員会』にレギュラー出演していた際は、毒島と同じデザインの衣装に竹箒を持って登場していた。
- ゆうきまさみ『鉄腕バーディー』の県十三
- 笹本祐一『ARIEL』の天本教授
- 福本伸行『アカギ』の市川
- RPGマガジン巻末コミックのアワモト博士（RPG福袋‘93のオムニバスコミック）
- 真船一雄『スーパードクターK』の雨本老人（作中で死神博士そのままのコスチュームも着用）
- 藤村緋二『真の安らぎはこの世になく -シン・仮面ライダー SHOCKER SIDE-』のイワン

また、矢作俊彦はシナリオライター時代にFM番組で何度も天本を起用し、小説家としてもデビュー当時から天本をモデルとするキャラクターを作品に登場させてきた。1997年に発表された『あ・じゃ・ぱん』では「降矢木残轍」こと東大名誉教授「溝呂木省吾」という人物を登場させている。天本の死去の際には一晩泣き明かし、締め切りを3つ落としたと言われる。
旧制第七高等学校野球部を題材とした映画『北辰斜にさすところ』（神山征二郎監督、2007年公開）では、作中の現代（2002年）においてスペイン・アンダルシアに暮らす野球部OB「天本英人」という人物が登場する。

## 出演

### 映画
- 女の園（1954年） - 女子大の先生（哲学の講師役）[注釈 12]
- 二十四の瞳（1954年） - 大石先生の夫[3]
- 愛は降る星のかなたに（1956年） - 陳竜成
- 月蝕（1956年） - バンドの高林
- デンスケの宣伝狂（1956年） - マナスル広告社の臨時雇いの社員
- 誘惑（1957年） - 池上恭三[注釈 13]
- 奴が殺人者だ（1958年） - ヤッパの竜
- 密告者は誰か（1958年） - 中尾
- 人生劇場 青春篇（1958年） - 高見剛平
- 暗黒街の顔役（1959年） - 小山
- 孫悟空（1959年） - 書記官長
- 或る剣豪の生涯（1959年） - 旗本丙山
- 青春を賭けろ（1959年） - 仙坂
- 夜を探がせ（1959年） - 薮原
- 日本誕生（1959年） - 大伴の兵[20]
- 暗黒街の対決（1960年） - 市野
- 国定忠治（1960年） - 富松（忠治の乾分）
- 電送人間（1960年） - 海南貿易社員[21]
- 第三波止場の決闘（1960年） - 渡山
- 男対男（1960年） - 殺し屋
- がめつい奴（1960年） - 源
- 駄々っ子亭主 続姉さん女房（1960年） - 牧山
- 愚連隊シリーズ
  - 独立愚連隊西へ（1960年） - ゲリラ隊長
  - どぶ鼠作戦（1962年） - 高級参謀A
  - やま猫作戦（1962年） - ゲリラA
- みな殺しの歌より 拳銃よさらば!（1960年） - 木谷
- 大坂城物語（1961年） - 通訳
- 暗黒街の弾痕（1961年） - 黒背広の男
- 用心棒（1961年） - 弥八
- 紅の海（1961年） - 黒眼鏡の男
- 真紅の男（1961年） - 画家
- 野盗風の中を走る（1961年） - 甚吉
- 妖星ゴラス（1962年） - キャバレーの客[21][1]
- 紅の空（1962年） - 竜と呼ぶ男
- 忠臣蔵 花の巻・雪の巻（1962年） - 高野中納言
- 暗黒街の牙（1962年） - 周
- 戦国野郎（1963年） - 馬借のじごく
- 国際秘密警察シリーズ
  - 国際秘密警察 指令第8号（1963年） - 周
  - 国際秘密警察 鍵の鍵（1965年） - 沼口
  - 国際秘密警察 絶体絶命（1967年） - 殺し屋A
- マタンゴ（1963年） - マタンゴ[3]（マタンゴ怪人[1]）
- 秘剣（1963年） - 港の浪人乙
- 大盗賊（1963年） - 妖婆
- 海底軍艦（1963年） - ムウ帝国長老[3][1]
- 江分利満氏の優雅な生活（1963年） - 柳原
- ああ爆弾（1964年） - テツ
- クレージー映画
  - 無責任遊侠伝（1964年） - 張の乾分
  - クレージーメキシコ大作戦（1968年） - メキシコの山賊
  - クレージーの殴り込み清水港（1970年） - 座頭吉
- がらくた（1964年） - 盲人
- 宇宙大怪獣ドゴラ（1964年） - ジョー真木[出典 5]
- ゴジラシリーズ
  - 三大怪獣 地球最大の決戦（1964年） - 老臣[出典 6]
  - ゴジラ・エビラ・モスラ 南海の大決闘（1966年） - 船長[21][4]
  - ゴジラ・ミニラ・ガバラ オール怪獣大進撃（1969年） - 南信平[出典 7]
  - ゴジラ・モスラ・キングギドラ 大怪獣総攻撃（2001年） - 伊佐山嘉利[24][4]
- 侍（1965年） - 萩原又三郎
- 血と砂（1965年） - 志賀一等兵
- 怪談（1965年） - 式部平内の家来3[25]
- 暴れ豪右衛門（1966年） - 兵六
- 五匹の紳士（1966年） - 宗
- 大菩薩峠（1966年） - 神尾主膳
- 奇巌城の冒険（1966年） - 不知火のおばば[6]
- てなもんや東海道（1966年） - 権太夫
- 殺人狂時代（1967年） - 溝呂木省吾博士[1]
- 佐々木小次郎（1967年） - 牢人
- キングコングの逆襲（1967年） - ドクター・フー[出典 8]
- 東宝8.15シリーズ
  - 日本のいちばん長い日（1967年） - 佐々木武雄
  - 激動の昭和史 軍閥（1970年） - 冬木先生
  - 激動の昭和史 沖縄決戦（1971年） - 野田校長[21]
- ドリフターズですよ!前進前進また前進（1967年） - 金
- 斬る（1968年） - 島田源太夫
- 肉弾（1968年） - あいつの父
- ザ・タイガース 世界はボクらを待っている（1968年） - ヘラクレス
- サラリーマン悪党術（1968年） - 白石
- コント55号 世紀の大弱点（1968年） - 編集長
- 地獄変（1969年） - 家人
- 博奕打ち いのち札（1970年） - 金原
- 出所祝い（1971年） - 竜次
- 仮面ライダーシリーズ
  - 仮面ライダー対ショッカー（1972年） - 死神博士
  - 仮面ライダー THE FIRST（2005年） - ショッカー幹部（デジタル出演）[注釈 14]
- ルパン三世 念力珍作戦（1974年） - 孤児院の殺し屋
- 告訴せず（1975年） - 神官
- 吶喊（1975年） - 与作
- ロボコンの大冒険（1976年） - 妖術師アークマン
- ジャッカー電撃隊VSゴレンジャー（1978年） - サハラ将軍
- 宇宙からのメッセージ（1978年） - 太公母ダーク
- ブルークリスマス（1978年） - 代議士風の男
- 地獄（1979年） - 茶吉尼天
- ミスター・ミセス・ミス・ロンリー（1980年） - 下村竜一郎
- さらば箱舟（1984年） - 鋳掛屋
- 麻雀放浪記（1984年） - 鉢巻
- アギ・鬼神の怒り（1984年） - 陰陽師
- (金)(び)の金魂巻（1985年） - 旅館の番頭
- 紅い眼鏡（1987年） - 月見の銀二
- フリーター（1987年） - 岩佐亀吉
- グリーン・レクイエム（1988年） - 町田老人
- 快盗ルビイ（1988年） - 食料品屋の親父
- シナドシティブルース（1988年）
- 文学賞殺人事件 大いなる助走（1989年） - 海牛綿大艦
- 新・童貞物語 ホンコンバージンボーイ（1990年） - 周
- 香港パラダイス（1990年） - 郭陽明
- 妖怪天国 ゴースト・ヒーロー（1990年） - 蛇骨斎
- 浪人街（1990年） - 琵琶法師
- パンツの穴 キラキラ星みつけた!（1990年） - 蒔田鴨次郎
- 大誘拐 RAINBOW KIDS（1991年） - 串田老人
- 咬みつきたい（1991年） - 大野
- 必殺!5 黄金の血（1991年） - 赤目
- 病は気から 病院へ行こう2（1992年） - 柏木冬三郎
- はいすくーる仁義2 たいへんよくできました（1992年） - 権現
- 中指姫 俺たちゃどうなる?（1993年） - 神崎重五郎
- SAEKO（1994年）
- 押繪と旅する男（1994年） - 門馬弥三
- EAST MEETS WEST（1995年） - 小栗豊後守
- 水の中の八月（1995年） - 堺
- 勝手にしやがれ!! 黄金計画 （1996年） - 波多野睦夫
- エコエコアザラクII -BIRTH OF THE WIZARD-（1996年） - 斎呀一族の長老
- お天気お姉さん（1996年） - 島森会長
- 30 thirty（1997年） - 軽トラックの老人
- F (エフ)（1998年） - 荻野源三
- ケイゾク/映画 Beautiful Dreamer（2000年） - 金魚売りの男
- 押切 OSHIKIRI （2000年） - 押切灰郎
- Sweet Sweet Ghost（2000年） - ヤスリの爺
- ちんちろまい（2000年） - ゴッドコンピューター
- 助太刀屋助六（2001年） - カタキウチ
- 龍虎兄弟 BLOOD BROTHERS（2002年） - 漢民街の長老

### テレビドラマ
- 松本清張シリーズ・黒い断層
  - 第17・18話「顔」（1960年）
  - 第33話「紐」（1962年） - 医師
- 三匹の侍
  - 第1シリーズ 第6話「江戸無惨」（1963年）
  - 第4シリーズ 第7話「刺客」（1966年） - 虚無僧
  - 第5シリーズ 第4話「狼が死んだ」（1967年） - 蛭川
- ウルトラシリーズ
  - ウルトラQ 第28話「あけてくれ!」（1967年） - 友野健二
  - 帰ってきたウルトラマン 第23話「暗黒怪獣星を吐け!」（1971年） - 天文台所員
  - ウルトラマンレオ 第24話「美しいおとめ座の少女」（1974年） - ドドル博士
  - 私が愛したウルトラセブン （1993年） - 警備員
  - ウルトラマンコスモス 第57話（初回放映時は53話）「雪の扉」（2002年） - 戸間乃老人
- 快獣ブースカ 第10話「あの広場を守れ!」（1967年） - 凸凹不動産社員
- 眠狂四郎 第1話「おこよ菩薩」（1967年）
- マイティジャック （1968年） - 村上譲隊員
- 怪奇大作戦 第15話「24年目の復讐」（1968年） - 木村二等水兵
- 孤独のメス 第2話「兄弟仁義」（1969年） - 殺し屋
- 東京バイパス指令 第41話「殺人海流」（1969年）
- 女殺し屋 花笠お竜 第3話「狂犬の歌がきこえる」（1969年） - 刀傷の男
- 鬼平犯科帳 第22話「決闘」（1970年） - 三井伝七郎
- ザ・ガードマン
  - 第296話「走れ蒸気機関車! 恐怖の逃亡者」（1970年） - 殺し屋
  - 第344話「煙突の上で無理心中したヌードの美女」（1971年） - サタン
- 水戸黄門
  - 第2部
    - 第12話「黒い誓約書 -久保田-」（1970年12月14日） - 村上玄蕃
    - 第31話「家宝奪還作戦 -柳河- 」（1971年4月26日） - 山崎無善

  - 第3部 第15話「忍びの掟 -伊賀上野-」（1972年3月6日） - 柘植玄斉
  - 第6部 第8話「孤独の捕縄 -小倉-」（1975年5月19日） - 八右衛門
- 千葉周作 剣道まっしぐら 第9話「勝負とは‥‥?」（1970年） - 梶原百鬼
- キイハンター
  - 第155話「殺しの標的は鏡の中の俺」（1971年）
  - 第164話「わたしは大空の死刑執行人」（1971年） - 内村
  - 第169話「さよなら・美しい眼のない死体」（1971年） - 高石
  - 第171話「お化け怪獣大戦争」（1971年） - ファースト博士
  - 第182話「秘密指令 あの墓を射て!」（1971年） - 執事
  - 第187話「ビキニの殺し屋さん今晩おひま?」（1971年） - エルメスト一ノ瀬
  - 第214話「SOS 殺し屋の女王陛下」（1972年）
  - 第261話「魔女と黒猫が踊る夜」（1973年）
- プレイガール
  - 第116話「怪談 水晶屋敷の怨霊」（1971年） - 清介
  - 第140話「腰の軍刀にしがみつき」（1971年） - 竹村
  - 第189話「スリラー 愛する妻は二度死ぬ」（1972年） - 唐沢
  - 第208話「高校生芸者殺人事件」（1973年） - 立花雄一郎
  - 第222話「怪談 屋根裏の悪霊」（1973年） - 柴田祐造
  - 第231話「朝は裸と別れのとき」（1973年） - 中里
  - 第272話「怪談 悲恋の亡霊屋敷」（1974年） - 坂野周作
  - 第281話「女の夜の腕くらべ」（1974年） - 根津見アキ
- 大江戸捜査網
  - 第50話「大暴れ! ろくでなし稼業」（1971年） - 丸目兵庫
  - 第115話「隠密同心射たれる!」（1973年） - 明石検校
  - 第127話「恐怖の爆破作戦!」（1974年） - 高岡洪庵
  - 第145話「無宿者仁義」（1974年） - 村山辰之助
  - 第233話「恋に舞う非情の掟」（1976年） - 津島玄章
  - 第261話「悲しき泥棒稼業」（1976年） - 細川幽学
- 大忠臣蔵 第32話「紅蓮の隅田川密議」（1971年） - 覚雲
- 徳川おんな絵巻 第48話「鬼火ヶ淵の精」（1971年） - 徳丸
- 仮面ライダーシリーズ - 死神博士[3][6]
  - 仮面ライダー 第40 - 52話、61話、63話、68話（1972年）
  - 仮面ライダーV3 第27話「生き返ったゾル・死神・地獄・ブラック」・第28話「5大幹部の総攻撃!!」（1973年）
- 気になる嫁さん 第27話「ただ今撮影中!」（1972年） - 監督
- 荒野の素浪人
  - 第18話「みな殺し 棚倉城襲撃」（1972年） - 小笠原周防守
  - 第51話「叛乱 100挺のライフル銃」（1972年） - 松永石見守
- シークレット部隊 第6話「結婚を盗まれた女たち」（1972年） - 麻薬中毒の男
- 超人バロム・1 第20話「魔人サソリルゲが地上を征服する!!」（1972年） - サソリ道人
- 眠狂四郎 第5話「仇花に露が煌めく」（1972年） - 聾唖の剣客
- 変身忍者 嵐 第40 - 47話（1973年） - 大魔王サタン
- 長谷川伸シリーズ 第17話「越後獅子祭り」（1973年） - 浅井朝之助
- 荒野の用心棒 第19話「女囚は残酷に沼に沈んで…」（1973年） - 居合いの隼人
- ママはライバル 第40話「ライバルの子はライバル」（1973年） - 保沢校医
- 唖侍 鬼一法眼 第1話「唇から歌を奪われた男」（1973年） - 祈祷師
- 水滸伝 第8話「青州の妖精」（1973年） - 白面郎
- 狼・無頼控 第15話「異聞女人の館」（1974年） - 辻井同順
- 伝七捕物帳
  - 第31話「島から来た花嫁」（1974年） - 伊勢屋
  - 第93話「とかく浮世は色と金」（1975年）- 鉄五郎
- バーディー大作戦 第9話「怪談 死を招く超能力の女」（1974年）
- 太陽にほえろ! 第116話「マカロニ・ジーパンそしてテキサス」（1974年） - 斉慶徳
- 非情のライセンス
  - 第2シリーズ 第1話「兇悪のアリバイ」（1974年） - 安元
  - 第2シリーズ 第52話「兇悪の再会」（1975年） - 大和田
  - 第2シリーズ 第84話「兇悪の死刑執行人」（1976年） - 飯山（関西連合幹部）[注釈 15]
- 傷だらけの天使 第24話「渡辺綱に小指の思い出を」（1975年） - 堀源
- 少年ドラマシリーズ / 赤外音楽（1975年） - 火尻所長
- 影同心 第9話「あぶな絵殺し節」（1975年） - 歌川宗春
- けんか安兵衛 第9話「八丁堀辻占」（1975年） - 近江屋
- 鬼平犯科帳 第12話「凄い奴」（1975年） - 凄い奴
- 特別機動捜査隊 第727話「自由への暴走」（1975年） - 金丸
- 遠山の金さん 第11話「真昼の仮面を裁け!」（1975年） - 異人の松五郎（偽クリストファ・ヨンストン）
- 少年探偵団 第11話「地獄のエクソシスト」（1975年） - 鬼崎教授
- 宇宙鉄人キョーダイン （1976年） - 海堂博士
- 子連れ狼 第3部 第1話「狼止メ衆は不死にて候」（1976年） - 針吹きお熊
- 破れ傘刀舟 悪人狩り 第85話「消えた五千両」（1976年） - 戸沢備前守
- 隠し目付参上 第26話「神が仕掛けた大からくりか」（1976年） - 源斎
- 超神ビビューン 第10話「手が出て襲う? 好運の古鞄」（1976年） - 老人（バッグダード）
- Gメン'75 第84話「三本指の刑事」（1976年） - 生物学者
- コードナンバー108 7人のリブ 第7話「危険なバカンス」（1976年） - トーマス
- 怪人二十面相 第4話「危うし! 少年探偵団」（1977年）
- 快傑ズバット 第2話「炎の中の渡り鳥」（1977年） - 風流之介
- 小さなスーパーマン ガンバロン （1977年） - ワルワル博士
- NHK大河ドラマ / 花神 （1977年） - 義助
- 大鉄人17 第32話「ほえろイナズマ! 謎の黄金怪獣」（1977年） - 黒田大介
- 土曜ワイド劇場
  - 幽霊列車 （1978年）
  - 結婚案内ミステリー風 略奪された花嫁!（1987年）
  - 三毛猫ホームズの黄昏ホテル 豪華リゾート連続殺人事件! （1998年）
- 西遊記 第4話「妖怪夫婦・金角、銀角」（1978年） - 老奶奶
- 透明ドリちゃん 第23話「超能力おじさんの正体」（1978年） - 死神老人
- 大追跡 第5話「潜入刑事」（1978年）
- 柳生一族の陰謀 第28話「闇に光る眼」（1979年） - 風魔鬼藤太
- 半七捕物帳 第4話「大坂屋花鳥」（1979年） - 磯野小左衛門
- 探偵物語 第24話「ダイヤモンド・パニック」（1980年） - シンジケートの男
- プロハンター 第9話「怪盗vs探偵」（1981年） - 谷口銀蔵
- 時代劇スペシャル / 着ながし奉行（1981年） - 市川六左衛門
- 右門捕物帖 第1話「さわやか右門さっそう登場」（1982年） - 山田右衛門
- 宇宙刑事ギャバン 第37話「おてんばひょうきん姫の地球冒険旅行」（1982年） - 大司教（アナホリダブラー）
- 特捜最前線 第317話「掌紋300202!」（1983年） - 北丸忠国（殺し屋マルチュウ）
- 金田一耕助の傑作推理 / ミイラの花嫁 （1983年）
- 星雲仮面マシンマン （1984年） - プロフェッサーK
- 気分は名探偵 第1話「夢野圭介絶体絶命!!」（1984年）
- ザ・ハングマンV 第1話「人妻がパートでハングマン!?」（1986年） - 兵藤（政治結社 皇国清栄会 会長）
- 太閤記 （1987年） - 安国寺恵瓊
- 火曜サスペンス劇場 / 殺意の団欒 （1990年）
- 刑事貴族 第31話「刑事たちの忙しい夜」（1991年）
- 火曜ミステリー劇場 /  三毛猫ホームズの駈落ち（1991年） - 山波幸造
- 世にも奇妙な物語 / 海亀のスープ （1991年） - 芝山泰治
- 誰かが彼女を愛してる （1992年）
- 本当にあった怖い話 / 午前四時半の侵入者（1992年）
- 名古屋嫁入り物語 第5弾「初孫戦争の巻」（1993年4月2日）
- 金曜ドラマシアター / 嘘 （1993年）
- 月曜ドラマスペシャル
  - 精神外科医（2） 失明の外科医が心のメスで病に迫る! （1993年）
  - 浅見光彦シリーズ（1） 高千穂伝説殺人事件 （1994年）
  - 西村京太郎&山村美紗 夢の合作サスペンス / 海を渡った愛と殺意 （1997年）
  - 向田邦子終戦特別企画（5） あさき夢見し （1999年）
  - 目撃者（2） 女探偵vs嘘つき少年 （2000年）
- 17才-at seventeen- （1994年） - 吉永博士
- ムーンスパイラル （1996年） - 沢尻透
- 銀狼怪奇ファイル （1996年） - 重田（鴻神家 執事）
- P.A. プライベート・アクトレス 第3話「生存率50%の勇気!」（1998年） - 杉浦遊人
- 天国に一番近い男 第9話「中継! 愛の救出大作戦」（1999年） - 黒沢恵介
- 真夜中は別の顔 （2002年） - 奥平則和
- うきは〜少年たちの夏〜 （2002年11月22日） - 山岸

### 劇場アニメ
- ストリートファイターII MOVIE（1994年） - 師匠

### ゲーム
- ラプラスの魔（1987年） - 老人

### WEBドラマ
- グラウエンの鳥籠 （1999年） - 横溝菊雄　※世界初のインターネットドラマ 企画：秋元康 制作：アスキー

### ラジオドラマ
- 宮崎駿の雑想ノート 第10話「農夫の眼」（1996年）

### バラエティ
- たけし・逸見の平成教育委員会  - 生徒（解答者）
- たけし・さんま世紀末特別番組!! 世界超偉人伝説

### CM
- ユニクロ
- 『パックスのしわざ、その１』 - パックスコーポレーションの企業イメージCMと同社の商品であるパワーグローブを兼ねたCM。
- AZITO3 バンプレスト
- DION （2000） KDDI

### その他
- 東映怪人怪獣大百科 怪人篇（東映ビデオ） - 死神博士（ナレーション）
- NHKスペシャル アインシュタインロマン特別編 - 20世紀博物館案内人

## 著書
- 『スペイン巡礼 :  スペイン全土を廻る』（話の特集、1980年） ISBN 482640039X
- 『スペイン回想 : 『スペイン巡礼』を補遺する』（話の特集、1982年） ISBN 4826400594
- 『天本君、吠える! : 元気と勇気が湧いてくる本』（ベストセラーズ、1993年）ISBN 4584008450
- 『日本人への遺書（メメント）』（徳間書店、2000年） ISBN 4198611246

## CD
- 『Spanish Red / The world of HIDEYO AMAMOTO 天本英世の世界』（カエルカフェ、2002年）